# خيسوس سانشيز غارسيا
خيسوس سانشيز غارسيا (بالإسبانية: Jesús Sánchez García) (13 أغسطس 1989 في المكسيك - ) هو لاعب كرة قدم مكسيكي في مركز الهجوم. شارك مع منتخب المكسيك تحت 23 سنة لكرة القدم. أما مع النوادي، فقد لعب مع نادي غوادالاخارا.

## وصلات خارجية
- خيسوس سانشيز غارسيا على موقع إي إس بي إن إف سي (الإنجليزية)
- خيسوس سانشيز غارسيا على موقع قاعدة بيانات كرة القدم.إي يو (الإنجليزية)
- خيسوس سانشيز غارسيا على موقع Soccerway.com (الإنجليزية)
- خيسوس سانشيز غارسيا على موقع AS.com (الإسبانية)